# Élection présidentielle américaine de 2020 en Caroline du Sud
L'élection présidentielle américaine de 2020, cinquante-neuvième élection présidentielle américaine depuis 1788, a lieu le 3 novembre 2020 et conduit à la désignation du démocrate Joe Biden comme quarante-sixième président des États-Unis.
En Caroline du Sud, les républicains l'emportent avec Donald J. Trump.

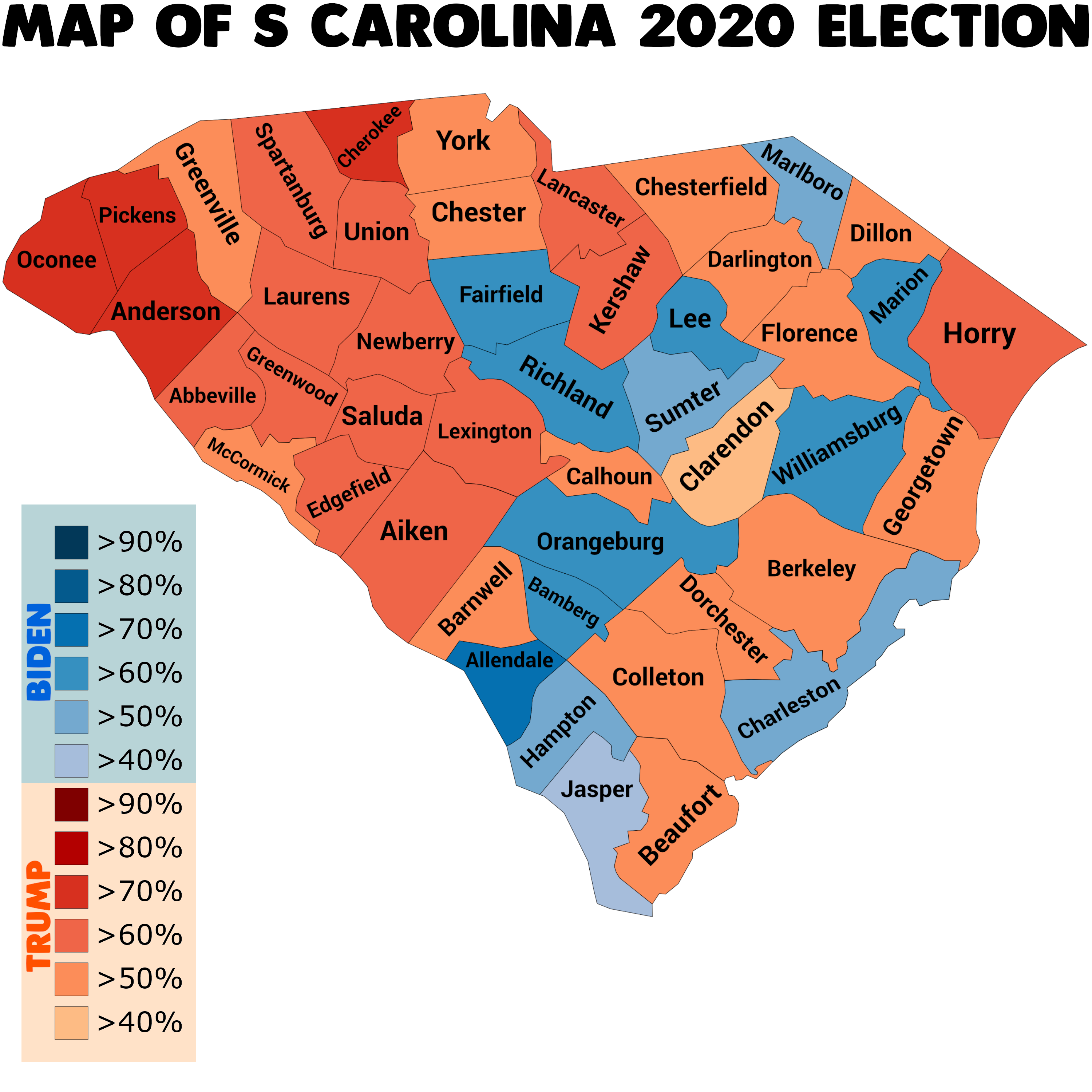

## Résultats des élections en Caroline du Sud
| Candidat présidentiel | Vice-président      | Parti politique | Vote populaire | %      | Vote électoral |
| --------------------- | ------------------- | --------------- | -------------- | ------ | -------------- |
| Donald J. Trump       | Michael R. Pence    | Républicain     | 1,384,852      | 55.11% | 9              |
| Joe Biden             | Kamala Harris       | Démocrate       | 1,091,348      | 43.43% | 0              |
| Jo Jorgensen          | Spike Cohen         | Libertarien     | 27,908         | 1.11%  | 0              |
| Howie Hawkins         | Angela Walker       | Vert            | 6,906          | 0.27%  | 0              |
| Rocky de la Fuente    | Darcy G. Richardson | Alliance        | 1,860          | 0.07%  | 0              |

## Analyse
|                                                   | Comté(s)          | Pourcentage |
| ------------------------------------------------- | ----------------- | ----------- |
| Comté le plus démocrate                           | Allendale         | 75,6%       |
| Comté le moins démocrate                          | Pickens           | 23,7%       |
| Comté le plus républicain                         | Pickens           | 74,6%       |
| Comté le moins républicain                        | Allendale         | 23,2%       |
| Comté(s) démocrate en 2016 et républicain en 2020 | Clarendon, Dillon | /           |
| Comté(s) républicain en 2016 et démocrate en 2020 | /                 | /           |